# Ossaea wilsonii
Ossaea wilsonii är en tvåhjärtbladig växtart som beskrevs av Brother Alain. Ossaea wilsonii ingår i släktet Ossaea och familjen Melastomataceae. Inga underarter finns listade i Catalogue of Life.